# Ferrari F300
La Ferrari F300 è un'automobile monoposto sportiva di Formula 1 che gareggiò nel 1998, la quarantaquattresima utilizzata dalla Scuderia Ferrari. I piloti erano Michael Schumacher (nº 3) e Eddie Irvine (nº 4). Fu la prima Ferrari progettata da Rory Byrne, dopo l'abbandono della Scuderia da parte di John Barnard dopo diversi anni.

## Scheda tecnica
- Carreggiata anteriore: 1,490 m
- Carreggiata posteriore: 1,405 m
- Telaio: materiali compositi, a nido d'ape con fibre di carbonio
- Trazione: posteriore
- Frizione: multidisco
- Cambio: longitudinale Ferrari, 7 marce e retromarcia (comando semiautomatico sequenziale a controllo elettronico)
- Differenziale: viscoso autobloccante
- Freni: a disco autoventilanti in carbonio
- Motore: tipo 047
  - Num. cilindri e disposizione: 10 a V (90°)
  - Cilindrata: 2 997 cm³
  - Potenza:  805 CV
  - Distribuzione: pneumatica
  - Valvole: 40
  - Materiale blocco cilindri: alluminio microfuso
  - Olio: Shell
  - Alimentazione: iniezione elettronica digitale Magneti Marelli
  - Accensione: elettronica Magneti Marelli statica
- Sospensioni: indipendenti con puntone e molla di torsione anteriore e posteriore
- Pneumatici: Goodyear
- Cerchi: 13"

## Carriera agonistica

Eddie Irvine in azione a Imola con una F300 dotata di X-Wing: tale escamotage aerodinamico sarà abolito dalla FIA dopo la tappa sammarinese

La F300 esordì in Australia l'8 marzo 1998. Nella prima parte di stagione la vettura subì la netta superiorità delle McLaren MP4/13 di Mika Häkkinen e David Coulthard, favorite anche dagli pneumatici Bridgestone che nelle prime gare si dimostrarono nettamente superiori ai Goodyear usati dalla Scuderia. Dopo il quarto posto di Eddie Irvine all'Albert Park e il terzo di Michael Schumacher in Brasile, arrivò un primo successo, ottenuto dal tedesco in Argentina, dove il suo compagno di squadra completò l'ultimo gradino del podio. Due settimane dopo, nel Gran Premio di San Marino corso a Imola, le Rosse replicarono il secondo e terzo posto dell'anno prima e, complice il ritiro di Häkkinen, Schumacher sembrò riaprire la partita mondiale portandosi a sei punti dal finlandese leader della classifica.
Nella gara sammarinese la F300 aveva inoltre adottato per la prima volta le cosiddette X-Wing, ovvero delle appendici alari montate sopra le fiancate ai lati dell'abitacolo, per migliorare il bilanciamento aerodinamico. Pochi giorni dopo queste strutture (soprannominate per la loro forma "candelabri") furono vietate dalla FIA sicché la Scuderia decise di compensare questa perdita introducendo, per la successiva tappa in Spagna, dei nuovi scarichi "alti", posti cioè nella parte superiore della scocca, una novità autenticamente rivoluzionaria per la Formula 1. 
Tuttavia nelle due gare seguenti Schumacher tornò a subire la superiorità delle McLaren, piazzandosi solo terzo a Montmeló e chiudendo fuori dai punti a Monaco, dopo avere danneggiato la macchina in un duello con la Benetton di Wurz, mentre nell'occasione Irvine arrivò terzo. Dopo appena sei gare, quindi, il tedesco si trovava già staccato di 22 punti dal rivale finlandese, mentre tra i costruttori il Cavallino scontava 36 lunghezze in meno del marchio di Woking.

Michael Schumacher esulta sul podio dopo la vittoria di Monza

In estate arrivarono però diversi miglioramenti a Maranello, nonché uno sviluppo delle coperture Goodyear, così nei successivi appuntamenti di Canada, Francia e Inghilterra Schumacher inanellò tre vittorie consecutive, propiziate anche da guasti ed errori in casa McLaren, mentre Irvine ottenne due terzi posti a Montréal e a Silverstone intercalati dalla seconda piazza di Magny-Cours, grazie alla quale la Ferrari ottenne la sua prima doppietta dal Gran Premio di Spagna 1990. Dopo un terzo e un quinto posto rispettivamente in Austria e in Germania, Schumacher colse altre due vittorie in Ungheria e in Italia, dove arrivò una seconda doppietta, grazie alle quali il tedesco appaiò Häkkinen in testa alla classifica; fra queste due gare si inserì tuttavia lo sfortunato Gran Premio del Belgio in cui Schumacher fu costretto al ritiro, mentre era al comando, dopo avere urtato la McLaren di Coulthard in fase di doppiaggio. 
La crescita della F300 fu poi confermata dalle tre pole position ottenute, tutte da Schumacher, prima a Monza e poi anche negli ultimi due appuntamenti dell'anno. Al Nürburgring, per il Gran Premio del Lussemburgo, le Rosse partirono entrambe in prima fila, ma Häkkinen riuscì a portarsi in testa grazie al gioco dei pit stop, andando a vincere davanti al tedesco e presentandosi all'ultima gara dell'anno, in Giappone, con quattro lunghezze di vantaggio sulla prima guida ferrarista. A Suzuka Schumacher vide la sua partenza al palo vanificata dello spegnimento del motore, che lo obbligò a ripartire in fondo allo schieramento: la sua rimonta e annesse speranze iridate terminarono al trentunesimo giro per lo scoppio di una gomma, che lo costrinse al ritiro; nell'occasione Irvine riuscì comunque ad arrivare secondo, ma ciò non bastò al Cavallino per togliere il titolo piloti ad Häkkinen e il mondiale marche alla McLaren.
In totale la F300 ottenne sei vittorie e due doppiette nella stagione 1998 di Formula 1, totalizzando 133 punti nel campionato costruttori (record per la Scuderia fino ad allora), 86 conquistati da Schumacher e 47 da Irvine.

## Risultati completi
| Anno | Vettura | Motore           | Gomme | Piloti     |     |   |   |   |     |    |   |   |   |   |   |     |     |   |   |     |  |  |  |  |  |  |  |  | Punti | Pos. |
| ---- | ------- | ---------------- | ----- | ---------- | --- | - | - | - | --- | -- | - | - | - | - | - | --- | --- | - | - | --- |  |  |  |  |  |  |  |  | ----- | ---- |
| 1998 | F300    | Ferrari Tipo 047 | G     | Schumacher | Rit | 3 | 1 | 2 | 3   | 10 | 1 | 1 | 1 | 3 | 5 | 1   | Rit | 1 | 2 | Rit |  |  |  |  |  |  |  |  | 133   | 2º   |
| 1998 | F300    | Ferrari Tipo 047 | G     | Irvine     | 4   | 8 | 3 | 3 | Rit | 3  | 3 | 2 | 3 | 4 | 8 | Rit | Rit | 2 | 4 | 2   |  |  |  |  |  |  |  |  | 133   | 2º   |